# Alicia Vergel
Alicia Vergel (Manilla, 7 juni 1927 - 20 mei 1992), geboren Erlinda Asturias, was een Filipijns actrice. Ze was een van de eerste vrouwelijke actiehelden in de Filipijnse filmindustrie en de eerste winnaar van een FAMAS Award voor beste actrice.

## Biografie
Alicia Vergel werd geboren als Erlina Asturias op 7 juni 1927 in Ermita in de Filipijnse hoofdstad Manilla. Ze werd bekend om haar rollen als vechtend vrouwen en amazones. Met haar rol in 'Basahang Ginto' (1952) won Vergel de allereerste FAMAS Award voor beste actrice.
Vergel overleed in 1992 op 64-jarige leeftijd. Ze was getrouwd met acteur Cesar Ramirez en kreeg met hem twee kinderen: acteur Ace Vergel en actrice Beverly Vergel. In 1975 werd ze door Ramirez verlaten. Later trouwde ze opnieuw en kreeg ze nog een zoon: Mike Vergel. Uit haar eerste huwelijk had ze ook twee zonen. Een van hen, Tommy Aquilar, werd in 1962 vermoord.